# 小行星5406
小行星5406（英語：5406 Jonjoseph）是一颗围绕太阳公转的小行星。1991年8月9日，亨利·E·霍爾特在帕洛马山发现了此天体。
这颗小行星的绝对星等为342.21344等。